# 대명부
대명부(大名府)는 중국의 옛 지명이며, 상추 시에 있었던 응천부(남경), 뤄양에 있었던 하남부(서경)과 함께 북송(北宋)의 배도(陪都) 역할을 담당하였다. 북경대명부(北京大名府)라고도 하며,  현재의 중화인민공화국 허베이성 한단 시 다밍 현에 위치하였다.

## 역사
북송(北宋) 당시의 하북(河北)의 도시들 중 가장 큰 규모에 속하였으며, 하북동로(河北東路)의 주도 역할을 담당하였고, 요나라의 공격을 수비하기 위한 요충지로 자리잡았다. 요나라의 연경(燕京)과 멀지 않은 곳에 위치하였으며, 북송이 금나라의 공격을 받아 세력을 남쪽으로 옮기자 군사적 요충지로서의 기능을 상실하였다. 금나라 당시에 대명부로(大名府路)의 중심지가 되었으며, 원나라 당시에 대명로(大名路)로 개명하였으나, 명나라 시대에 대명부로 회귀하였다. 중화인민공화국이 건립된 이후에는 다밍 현으로 불리며, 허베이성 남부의 교통 요충지로 자리잡았다.

## 행정구역

### 송
군명은 위군이었다. 숭녕연간을 기준으로 155,253호 568,976명이 살았다. 화고(花槹), 면고(綿槹), 평고(平槹), 자치뿌리를 공납으로 바쳤다. 12현이 있었다.
| 현명   | 한자   | 대략적 위치                     | 현급 | 비고 |
| ------ | ------ | ------------------------------- | ---- | --- |
| 원성현 | 元城縣 | 한단 시 다밍 현                 | 赤   | |
| 신현   | 莘縣   | 랴오청 시 선 현                 | 畿   | |
| 대명현 | 大名縣 | 한단 시 다밍 현                 | 次赤 | 1073년진으로 격하되어 폐지되었다가 1096년복구되었다. 1116년 남악진(南樂鎮, 지금의 다밍 현 구치향)으로 현치소를 옮겼다. |
| 내황현 | 內黃縣 | 안양 시 네이황 현               | 畿   | |
| 성안현 | 成安縣 | 한단 시 청안 현                 | 畿   | 1073년, 원수현을 진으로 격하하여 통폐합했다.                                                                           |
| 위현   | 魏縣   | 한단 시 웨이 현 북동            | 次畿 | |
| 관도현 | 館陶縣 | 한단 시 관타오 현               | 畿   | 1072년 영제현(永濟縣)을 진으로 격하하여 편입했다가 복구했다.                                                           |
| 임청현 | 臨淸縣 | 싱타이 시 린시 현               | 次畿 | 1072년 진으로 격하되어 종성현으로 이관되었다가 바로 복구되었다.                                                        |
| 하진현 | 夏津縣 | 더저우 시 샤진 현               | 畿   | |
| 청평현 | 淸平縣 | 더저우 시 가오탕 현 청평진      | 畿   | 건국초 박주에 소속되었다가 1068년 박평현 명령채(明靈砦)를 본현에 내속시켰다가 치소를 명령채로 옮겼다.                  |
| 관씨현 | 冠氏縣 | 랴오청 시 관 현 관성진          | 畿   | |
| 종성현 | 宗城縣 | 싱타이 시 웨이 현 여원둔진 일대 | 畿   | 1073년 경성현(經城縣)을 진으로 격하해 통폐합시켰다.                                                                    |

## 문학 속에 등장하는 대명부
《수호전》(水滸傳)에서는 채경(蔡京)의 사위인 양세걸(梁世杰)이 지키며, 양세걸의 수하인 이성(李成) · 양지(楊志) · 색초(索超) 등도 함께 성을 수비하였다. 노준의(盧俊義)와 연청(燕淸)의 고향이기도 하다.

## 같이 보기
- 다밍 현
- 북송